# مانفريد بيكر
مانفريد بيكر (بالألمانية: Manfred Becker)‏ هو صانع أفلام وثائقية ألماني، ولد في 9 مارس 1960 في فيلهلمسهافن في ألمانيا.

## وصلات خارجية
- مانفريد بيكر على موقع IMDb (الإنجليزية)
- مانفريد بيكر على موقع قاعدة بيانات الفيلم (الإنجليزية)